# Sangrecita
La sangrecita es un plato típico de la gastronomía peruana.

## Descripción
La sangrecita es un guiso que se elabora con sangre de pollo y ocasionalmente con sangre de cerdo. Se fríe con especias como el orégano y la hierbabuena y se mezcla con cebollita china.
Suele consumirse para desayunar o como merienda (conocida en Perú como lonche), o combinándola con otros platos típicos de un buffet criollo. Se acompaña con yucas sancochadas.
Existe una variante en la región de Piura que se realiza con sangre de gallina, cabrito o pavo, y se le añade tomate y ají amarillo.
Debido a su alto contenido en hierro, la sangrecita, y productos derivados, es utilizada tradicionalmente para paliar la anemia.